# Gipuzkoa
Gipuzkoa (in basco e ufficialmente in spagnolo Guipúzcoa) è una provincia della comunità autonoma dei Paesi Baschi, nella Spagna settentrionale.

## Geografia
Confina con la Francia (dipartimento dei Pirenei Atlantici in Nuova Aquitania) a nord-est, con la Navarra a est, con le province di Álava a sud e di Biscaglia a ovest e con il mar Cantabrico a nord. Il capoluogo è Donostia-San Sebastián, mentre altri centri importanti sono Irun, Zarautz, Errenteria e Eibar. Con 1980 km² di superficie, è la provincia più piccola della Spagna. La popolazione nel 2008 era di 700 392 abitanti.